# Manuel del Palacio y Simó
Manuel del Palacio y Simó(Lleida, 24 de desembre de 1831 Madrid, 5 de juny de 1906), periodista i poeta satíric espanyol.

## Biografia
Fill d'un militar que també va conrear les lletres, va lluitar contra els anglesos, contra els francesos en la guerra del francès i contra els carlistes navarresos, i també va ser escriptor. La seva infància va ser soriana; a Valladolid es va graduar de batxiller i després va passar a Galícia, residint a Pontevedra i La Corunya i finalment a Madrid; en aquesta ciutat es va aficionar a la poesia i en establir-se a Granada aquesta afició se li va tornar una passió irremeiable; allí va tenir la seva primera i desgraciada relació amorosa i en aquesta època va morir el seu pare; va tornar a Madrid, on va viure com a empleat públic, redactor de diversos periòdics i arranjador de sarsueles.
Va ser un poeta molt popular en la seva època, d'hàbil versificació i to festiu, i és considerat com un dels grans poetes burletes i satírics del segle xix. A Granada (1851) va pertànyer a la tertúlia de La Cuerda junt amb Pedro Antonio de Alarcón, José Moreno Nieto i altres. A Madrid treballà en diaris com El Látigo, La Discusión, El Imparcial, Madrid Cómico, El Pueblo i Blanco y Negro, entre d'altres. Va ser bandejat a Puerto Rico en 1867 a causa de les seves sàtires polítiques, llavors liberals. Va entrar després en la carrera diplomàtica i va exercir càrrecs a Florència i a Uruguai; va ser cap de secció de l'Arxiu i biblioteca del Ministeri d'Estat i President de la secció de Literatura de l'Ateneo de Madrid. Posteriorment es va fer conservador. Va ser nomenat acadèmic de la Llengua Espanyola en 1892. Quan Clarín va dir que només hi havia a Espanya dos poetes i mig (Ramón de Campoamor, Gaspar Núñez de Arce i Palacio), li va replicar amb el fulletó Clarín entre dos platos, 1889.

## Obra
Manuel del Palacio sobresurt com un dels principals poetes i prosistas satírics de la segona meitat del segle xix, especialment en el terreny polític. Amb Luis Rivera va fundar el periòdic satíric Gil Blas (1864-1870). Va escriure una sèrie de semblances caricaturescas de polítics i artistes, Cabezas y Calabazas (1863). Va recollir els seus articles polítics a De Tetuán a Valencia, haciendo noche en Miraflores (1865). Publicà una col·lecció de Cien sonetos políticos (1870). Va escriure també llegendes a l'estil romàntic, influïdes per les de José Zorrilla, a Veladas de otoño (1884). Altres obres seves són Melodías íntimas (1884) i Chispas (1894), que inclou sàtires publicades abans a El Imparcial.
Com a dramaturg destaquen les seves peces Marta (zarzuela) 1861); El tío de Alcalá (joguina còmica de 1862); De Dios nos venga el remedio, sarsuela de 1866; Contra viento y marea, joguina lírica o Don Bucéfalo, sarsuela. Altres vegades es va limitar a adaptar peces estrangeres a l'escena espanyola. Com a poeta és original i és difícil adscriure'l a cap tendència en particular, per més que en la seva renúncia a la retòrica hi hagi alguna cosa del llenguatge de Campoamor. Segons José María de Cossío, Palacio és poeta amb el qual:
«Mai ha d'haver-hi seguretat de la seva constància en el to que inicia que, sense arribar als extrems dels seus sonets filosòfics, ha d'ingerir als moments més greus el sarcasme o la burla i en els més festius i enginyosos l'admonició moral o la reflexió patètica».

## Obres

### Vers
- Cabezas y calabazas: retratos al vuelo de las notabilidades en política, en armas, en literatura, en artes, en toreo y en los demás ramos del saber y de la brutalidad humana (1863).
- Cien sonetos políticos, filosóficos, biográficos, amorosos, tristes y alegres (1870).
- Veladas de otoño (1884).
- Melodías íntimas (1884).
- Chispas (1894).
- El niño de nieve (cuento árabe), MAdrid: Fernando Fe, 1889.

### Teatre
- Marta (zarzuela) 1861), estrenada per la contralt cordovesa Josefa Mora.[5]
- El tío de Alcalá (juguete cómico de 1862)
- De Dios nos venga el remedio, zarzuela, 1866
- Contra viento y marea, juguete lírico
- Don Bucéfalo, zarzuela.

### Articles
- De Tetuán a Valencia, haciendo noche en Miraflores. Viaje cómico al interior de la política (1865).

### Diversos
- Doce reales de prosa y algunos versos gratis: colección de cuentos, novelas, artículos varios y poesías
- Museo cómico, ó, Tesoro de los chistes: colección, almacen, depósito, ó lo que ustedes quieran, de cuentos, fábulas, chistes, anécdotas, chascarrillos... cuanto se pueda inventar para hacer reír...
- Museo cómico, o, Tesoro de los chistes, 2: colección, almacén, depósito, o lo que ustedes quieran de cuentos, fábulas, chistes, anécdotas, chascarrillos, dichos agudos y obtusos, epígramas, sentencias, flores y espinas...
- Un liberal pasado por agua. Recuerdos de un viaje a Puerto Rico.